# 대니 포르
대니 포르(영어: Danny Faure, 1962년 5월 8일 ~ )는 세이셸의 제4대 대통령이다. 대니 포르는 대통령에 당선되기전 2010년부터 2016년까지 세이셸의 부통령이였다.